# Charles Louis Vanhoutte
Charles Louis Vanhoutte (Zwevegem, 14 april 1809 – Waregem, 7 februari 1865) was een Belgisch orgelbouwer, aanvankelijk gevestigd in Vichte, later in Waregem.

## Zijn orgelbouwstijl
Zijn oeuvre (als eerste opus een instrument te Schuiferskapelle, 1830; als laatste het orgel te Gijzelbrechtegem, 1865) is geconcentreerd in het Kortrijkse en een aangrenzend deel in Oost-Vlaanderen.  Zijn bouwwijzen leunen aan bij de concepten van de vroeg 19de-eeuwse Van Peteghems.  Zijn instrumenten, technisch en artistiek op hoog peil, steken sterk af tegen die van de eigentijdse romantische orgelbouwers, waardoor het West-Vlaams 'classicisme' of particularisme nog wordt benadrukt.
Deze 'classicistische stijl' treffen we ook aan bij orgelbouwers Petrus Joannes Vereecken en  Pieter Loncke, de meest belangwekkende schakelfiguren.  De stijl van deze orgelbouwers mondt uit in deze van Louis Hooghuys, wiens volwaardige romantische orgel nog getuigt van een erfenis uit de Barok.

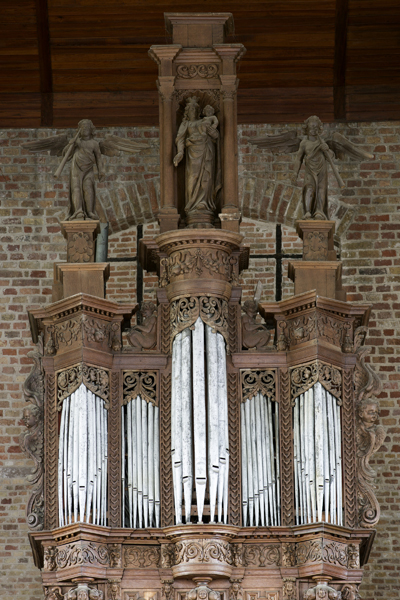
Onze-Lieve-Vrouw-Hemelvaartkerk (Damme)
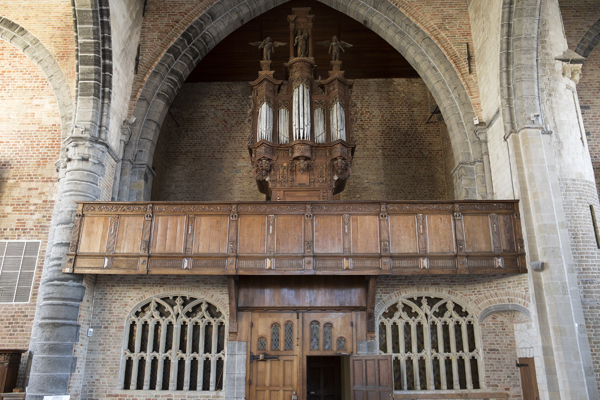
Damme (1843)
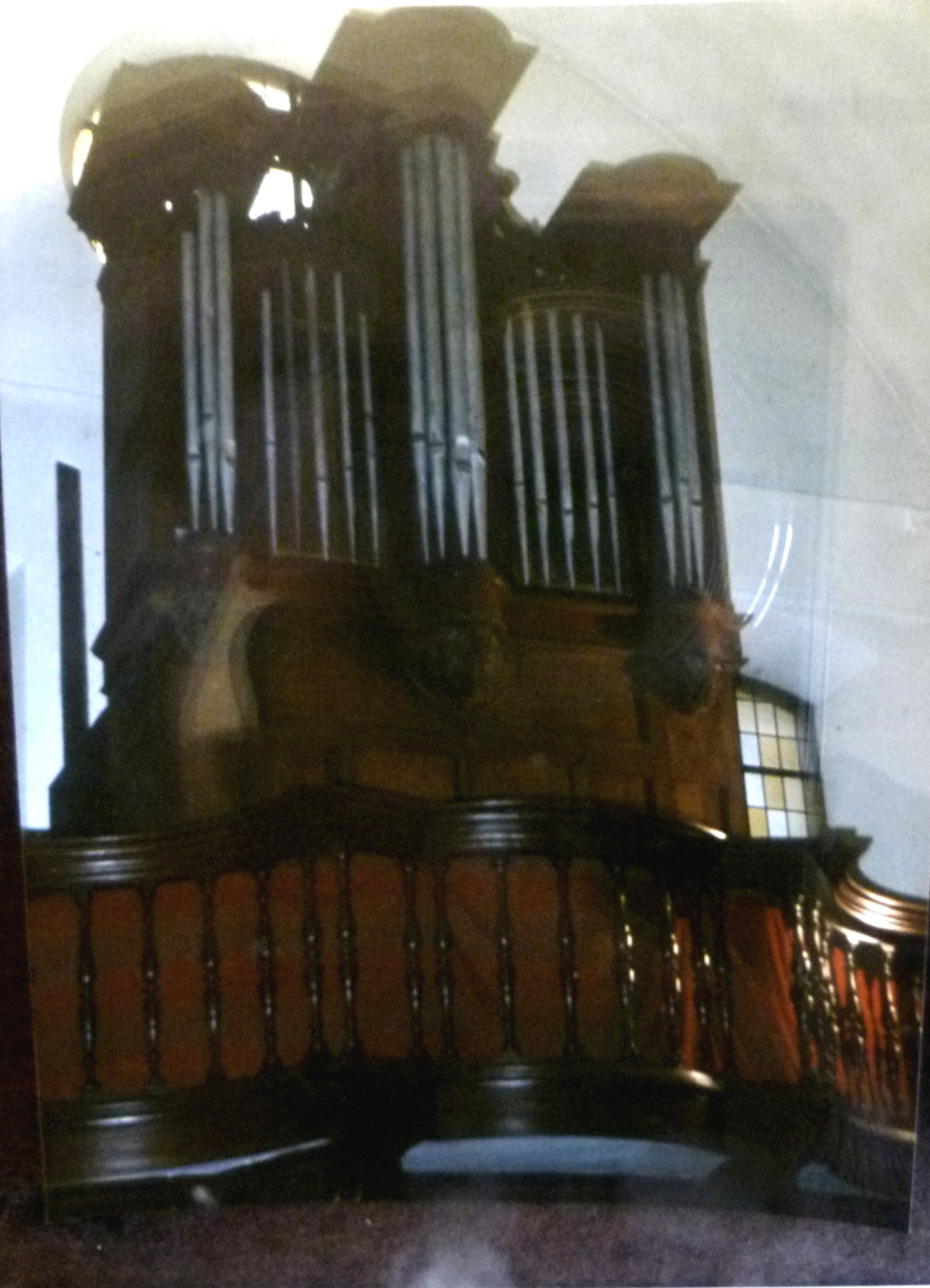
Kapucijnenkerk (Oostende) (verwijderd in 2001)
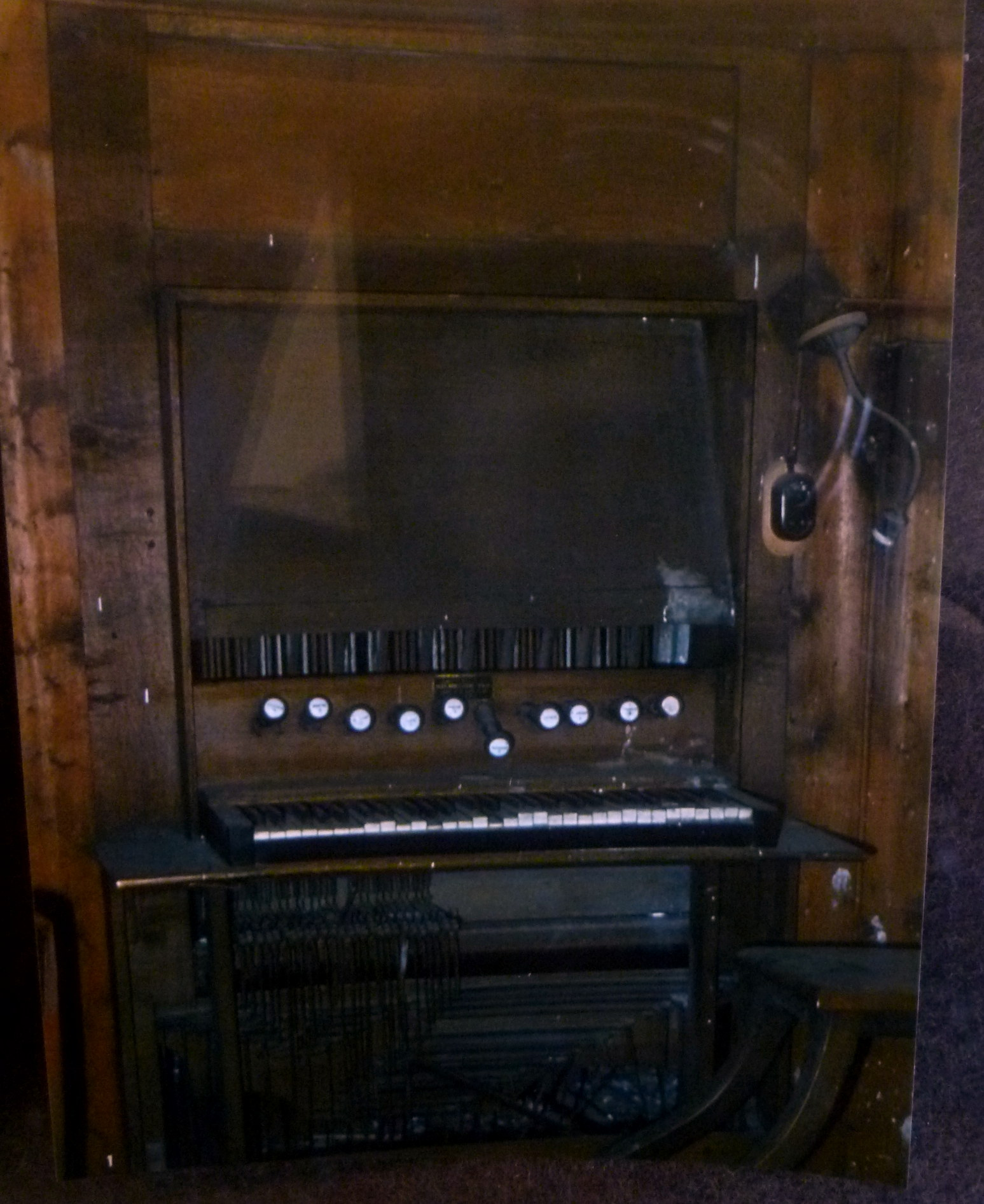
Oostende (1853)
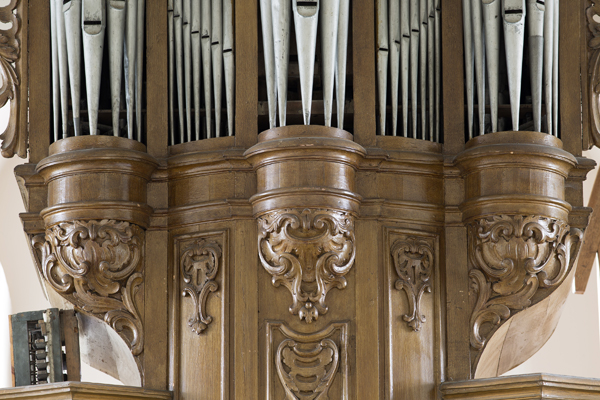
Sint-Bavo en Sint-Machutuskerk (Houtave)
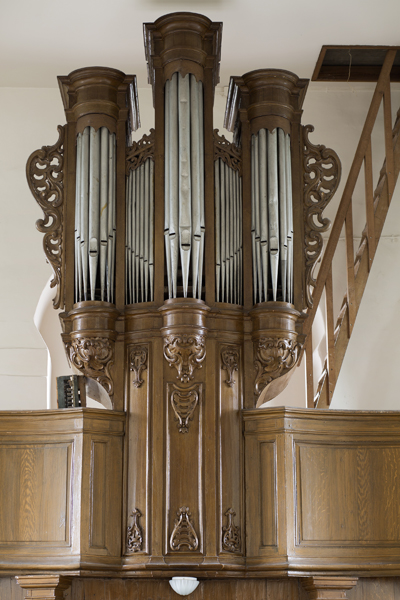
Houtave (1836)

## Werklijst orgels
- 1830 Schuiferskapelle
- 1831 Wulveringem; herstelling
- 1833 Tiegem
- 1835 Zwevegem
- 1836 Houtave
- 1836 Slypskapelle
- 1838 Poelkapelle, zwaar beschadigd in WO I; niets bewaard
- 1838 Kruishoutem; wijzigingen
- 1839 Beerst, 14 reg. & aangeh. ped.; vernield in WO I
- 1839-40 Kaster, 12 reg. & aangeh. ped. + kuisen & stemmen in 1848; nog aanwezig, gewijzigd (hoofdz. door Joris uit Ronse)
- 1840 Damme, hospitaal Sint-Jan
- 1841 Sint-Denijs, klooster (bij Kortrijk)
- 1842 Geluwe, klooster
- 1842 Amougies
- 1842 Rekkem
- 1842 Kortrijk, klooster der Zrs. Paulinen
- 1843 Damme
- [1843?] Keiem, 15 reg.; vernield in WO I
- [1843?] Rumbeke, 8 reg.; niet meer aanwezig (vernield in WO I?)
- 1844 Brugge (klooster St-Jozef), 4 reg.
- 1844 Bellegem; herstelling
- 1845 Westende, 8 reg.; indien nog aanwezig in 1914: vernield in WO I
- 1845 Viesville; nieuw orgel
- 1845 Spiere, 11 reg. verplaats te Guignies (Brunehaut)
- 1846 Wenduine, 8 reg.
- [1846?] Kortemark
- 1847 tot 1870 Oostkamp
- 1847 Booitshoeke
- 1848 Loppem; herstelling Berger-orgel (thans in Heule-Watermolen)
- 1849 Moregem, 8 reg., werken ca. 1900 door Fr. Joris uit Ronse, verdwenen
- 1850 Heist
- 1850 Brugge, Jerusalemkapel; herstellingen toegeschreven aan Van Houtte
- 1852 Wakken
- [....] Komen
- 1853 Waardamme
- 1853 Oostende (Capucijnerkerk)
- 1853 Kortrijk
- 1854-55 Sint-Lodewijk (Deerlijk)
- 1854 Spiere
- 1855 Oudenaarde, Onze-Lieve-Vrouwekerk van Pamele
- 1846 Stene
- 1856 Maarke; kuisen en stemmen
- 1858 Moka
- 1859 Kortrijk (klooster Amerlynck)
- 1859 Torhout
- 1859 Klemskerke; herstelling en stemmen & onderhoud in 1864
- 1865?? Gijzelbrechtegem; verbouwing, van een orgel dat c1854 door hem alhier geplaatst was, afkomstig uit Wakken; thans gedemonteerd (en deels pijpwerk verdwenen)
- Watou, herstellingen